# Терминал (филм)
Терминал (енгл. The Terminal) је амерички филм из 2004. у којем главне улоге тумаче Том Хенкс и Кетрин Зита-Џоунс. Ово остварење које је режирао Стивен Спилберг и чији су продуценти он, Лори Макдоналд и Валтер Ф. Паркс, представља мешавину три филмска жанра — драме, комедије и љубавног филма. Премијерно је приказан 9. јуна 2004. на Беверли Хилсу, Калифорнија, САД.

## Радња
Виктор Наворски стиже у Њујорк, али током бекства у његовој матичној земљи Кракожији (измишљена земља у којој се говори измишљени словенски језик у негде у источној Европи) догодио се војни удар и земља је престала да постоји. Виктору визу укидају док је још у лету, тако да не може да прође пасошку контролу, али не може ни да лети назад, јер су сви летови за његову земљу отказани. Виктор, са веома слабим знањем енглеског, нема другог избора него да проведе ноћ у транзитној зони аеродрома Џ. Ф. К. на излазу број 67. Шеф обезбеђења аеродрома Френк Диксон жели да се што пре отараси нежељеног госта – ускоро ће бити безбедносна провера аеродрома од стране стручњака НСА и ФБИ. У почетку покушава да натера Виктора да једноставно побегне када се стражари смењују на дужности. Али Виктор, уплашен, не бежи. Тада Диксон позива Виктора да затражи политички азил у Сједињеним Државама, али он одбија.
Прође неко време и Виктор почиње да гладује. Он проналази оригиналан начин да заради новац - враћа колица за пртљаг на посебан терминал који даје 25 центи по колицима. Диксон, у покушају да се отараси Виктора, успоставља нову позицију „повратника колица”, чиме Виктору одузима зараду. Али Енрике, развозник хране, прискаче у помоћ Наворском нудећи договор: Виктор шаље љубавне поруке пасошистикињи, граничној полицајки Долорес (Виктор иде код ње сваки дан у нади да ће му дати право да уђе у Сједињене Државе), а Енрике га храни храном украденом из ресторана за готова јела предвиђеном за авио путнике. Као резултат тога, Енрике и Долорес су се венчали.
Виктор гаји нелагодна љубавна осећања према ексцентричној стјуардеси Амелији. То га подстиче да научи енглески. Купивши две идентичне брошуре на руском и енглеском и упоредивши текстове, учи језик који у почетку готово да није говорио.
Код куће је Наворски био неимар. Док проводи ноћ у крилу аеродрома који се поправља, наиђе на остатке материјала и алата и, заузет послом, преко ноћи обложи један од зидова. Ујутру, руководилац посла цени квалитет урађеног и води Виктора на посао. Диксон, сазнавши да Наворски прима већу плату од њега, постаје још огорченији.
Постепено, поштен, пристојан и вредан Виктор склапа пријатељства међу запосленима на аеродрому и продавницама и ресторанима који се тамо налазе. У то време почиње романса између Виктора и Амелије.
На дан провере, Виктор је затворен у ћелији за привремени притвор, али је Диксону била потребна његова помоћ: један од путника по имену Милодрагович, Рус, превози лекове за свог умирућег оца, али нема потребна документа и само Наворски може разговарати с њим због сличности словенских језика. Током емотивне сцене, Виктор објашњава целу ситуацију Диксону, али он је упоран: депортујте путника, али оставите лекове. Виктор успева да врати лекове Милодраговићу говорећи Диксону да су пилуле за козу. Побеснели шеф обезбеђења аеродрома зна да за ветеринарске лекове није потребна никаква дозвола, али не може ништа друго осим да објави рат Виктору. Улепшана прича коју је аеродромском особљу испричао индијски домар Гупта чини Виктора херојем. Добио је надимак „Човек коза“, а копије његове руке, добијене током разговора са Диксоном, запослени су окачили широм зграде.
Диксон задржава Амелију после лета и прича јој језиву причу о „човеку без пасоша“. Она тражи објашњења од Виктора, а он јој каже зашто је дошао у Њујорк: његов покојни отац је случајно видео чувену фотографију у новинама и скупљао аутограме џезера до своје смрти, али није успео да добије последњу; За њега је дошао Виктор.
9 месеци касније завршава се рат у Кракожији. Амелија, преко свог љубавника у Вашингтону, добавља Виктору једнодневну америчку визу. Али Диксон уцењује Наворског: ако одмах не одлети кући, онда ће Диксон, уз помоћ компромитујућих доказа, отпустити и кривично гонити Викторове пријатеље - Енрикеа и Гупту. Да би помогао Виктору да изврши свој план и добије жељени аутограм, Гупта се баца под стајни трап авиона који лети за Кракожију и одлаже лет. Наворски завршава у Њујорку са само два часа времена; за то време проналази џезера и узима последњи аутограм за очеву колекцију.

## Улоге
| Глумац            | Улога           |
| ----------------- | --------------- |
| Том Хенкс         | Виктор Новорски |
| Кетрин Зита-Џоунс | Амели Ворен     |
| Стенли Тучи       | Френк Диксон    |
| Шај Макбрајд      | Мелрој          |
| Дијего Луна       | Енрике Круз     |
| Бари Шабака Хенли | Терман          |
| Кумар Палана      | Gupta Rajan     |
| Зои Салдана       | Торес           |
| Еди Џоунс         | Салчак          |

## Зарада
- Зарада у САД - 77.872.883 $
- Зарада у иностранству - 141.544.372 $
- Зарада у свету - 219.417.255 $